# Liste der Zeitschriften zur Frauen- und Geschlechterforschung
Die Liste der Zeitschriften zur Frauen- und Geschlechterforschung enthält disziplinäre und disziplinübergreifende wissenschaftliche Zeitschriften aus dem deutschsprachigen Raum, die schwerpunktmäßig auf (bestimmte) Frauen, auf die Geschlechter im Vergleich und/oder auf Genderphänomene spezialisiert sind und der Kategorie der wissenschaftlichen Zeitschriften zugeordnet werden können.

## Was ist Zeitschriftenforschung?
Der Begriff „Wissenschaftlichkeit“ steht für Methodik, Logik und Stichhaltigkeit. Die historisch-systematische Aufarbeitung der hier gelisteten Periodika hat in Einzelartikeln zu erfolgen. Die Praxis, in Wikipedia die gleichen oder ähnliche Inhalte zu präsentieren wie in Editorials oder auf Zeitschriften-Homepages, ist abzulehnen. Zeitschriftenforschung beinhaltet die Fähigkeit zu historisch-kritischer und statistischer Quellenarbeit sowie zur Einordnung der untersuchten Gegenstände in größere Zusammenhänge.

## Deutschsprachige Zeitschriften zur Frauen- und Geschlechterforschung

### A
- Argonautenschiff. Jahrbuch der Anna Seghers-Gesellschaft Berlin und Mainz e. V. (1992–) ISSN 1430-9211
- Ariadne. Forum für Frauen- und Geschlechtergeschichte [Zusatz bis 2000: Almanach des Archivs der Deutschen Frauenbewegung] (1985–) ISSN 0178-1073

### B
- Beiträge zur Droste-Forschung (1976/77–1978/82) ISSN 0172-7427
- Beiträge zur feministischen Theorie und Praxis (1978–2008) ISSN 0722-0189

### D
- Droste-Jahrbuch (1986–) ISSN 0931-9336

### F
- Femina Politica/Femina Politica e. V. Zeitschrift für feministische Politik-Wissenschaft (1997–) ISSN 1433-6359
- Feministische Studien. Zeitschrift für interdisziplinäre Frauen- und Geschlechterforschung (1982–1986; 1988–) ISSN 0723-5186
- Figurationen. Gender Literatur Kultur (1999–) ISSN 1439-4367
- Frauen in der Einen Welt. Zeitschrift für interkulturelle Frauenalltagsforschung (1992–2003) ISSN 0937-5848
- Frauen in der Literaturwissenschaft (1983–1997) ISSN 1430-3426
- Frauen, Kunst, Wissenschaft (FKW). Zeitschrift für Geschlechterforschung und visuelle Kultur (1987–) ISSN 0935-6967
- Frauen und Film (1974–1992; 1994–) ISSN 0343-7736
- Freiburger FrauenStudien (FFS). Zeitschrift für interdisziplinäre Frauenforschung (1995–2007)
- Freiburger GeschlechterStudien (2007–) ISSN 0948-9975

### G
- Gender. Zeitschrift für Geschlecht, Kultur und Gesellschaft (2009–) ISSN 1868-7245
- Gender/Sonderheft. Zeitschrift für Geschlecht, Kultur und Gesellschaft (2011–)

### H
- L’Homme. Europäische Zeitschrift für Feministische Geschichtswissenschaft (1990–) ISSN 1016-362X

### I
- IFFOnZeit. Onlinezeitschrift des Interdisziplinären Zentrums für Frauen- und Geschlechterforschung (IFF) [Bielefeld] (2009–2012; 2014–) ISSN 1868-7156

### K
- Kleine Beiträge zur Droste-Forschung (1971–1974/75) ISSN 0342-0744
- Koryphäe – Medium für feministische Naturwissenschaft und Technik (1986–2009) ISSN 0938-2992

### L
- Labyrinth. International Journal for Philosophy, Feminist Theory and Cultural Hermeneutics (1999–) ISSN 2410-4817

### M
- Metis. Zeitschrift für historische Frauenforschung und feministische Praxis (1992–2001/03) ISSN 0939-5970

### O
- Onlinejournal Kultur & Geschlecht [„ein transdisziplinäres Forum für Nachwuchswissenschaftler_innen der Ruhr-Universität Bochum, die zu Geschlechterfragen und ihren Kontexten forschen“] [Institut für Medienwissenschaft] (2007–) OCLC-Nr. 643002682

### P
- Die Philosophin. Forum für feministische Theorie und Philosophie (1990–2005) ISSN 0936-7586
- Potsdamer Studien zur Frauen- und Geschlechterforschung (1997–2003; N. F. 2006–) ISSN 1433-7444

### Q
- Querelles. Jahrbuch für Frauen- und Geschlechterforschung [bis 2000 lautete der Untertitel von Querelles „Jahrbuch für Frauenforschung“] [bis einschließlich 2011 war Querelles eine Buchreihe[1]] (1996–) ISSN 2191-9127
- querelles-net. Rezensionszeitschrift für Frauen- und Geschlechterforschung (2000–) ISSN 1862-054X

### R
- Rundbrief Verein Feministische Wissenschaft Schweiz (1987–2004) OCLC-Nr. 724469586
- Rundbrief/Netzwerk Archäologisch Arbeitender Frauen (1991–)

### S
- Script. Frau – Literatur – Wissenschaft im alpen-adriatischen Raum (1991–2001) ISSN 1024-5405
- Streit – feministische Rechtszeitschrift (1983–) ISSN 0175-4467

### Z
- Zeitschrift für Frauenforschung (1993–1999) ISSN 0724-3626
- Zeitschrift für Frauenforschung/Sonderheft (1998–1999?)
- Zeitschrift für Frauenforschung & Geschlechterstudien (2000–2008) ISSN 0946-5596